# Grinling Gibbons

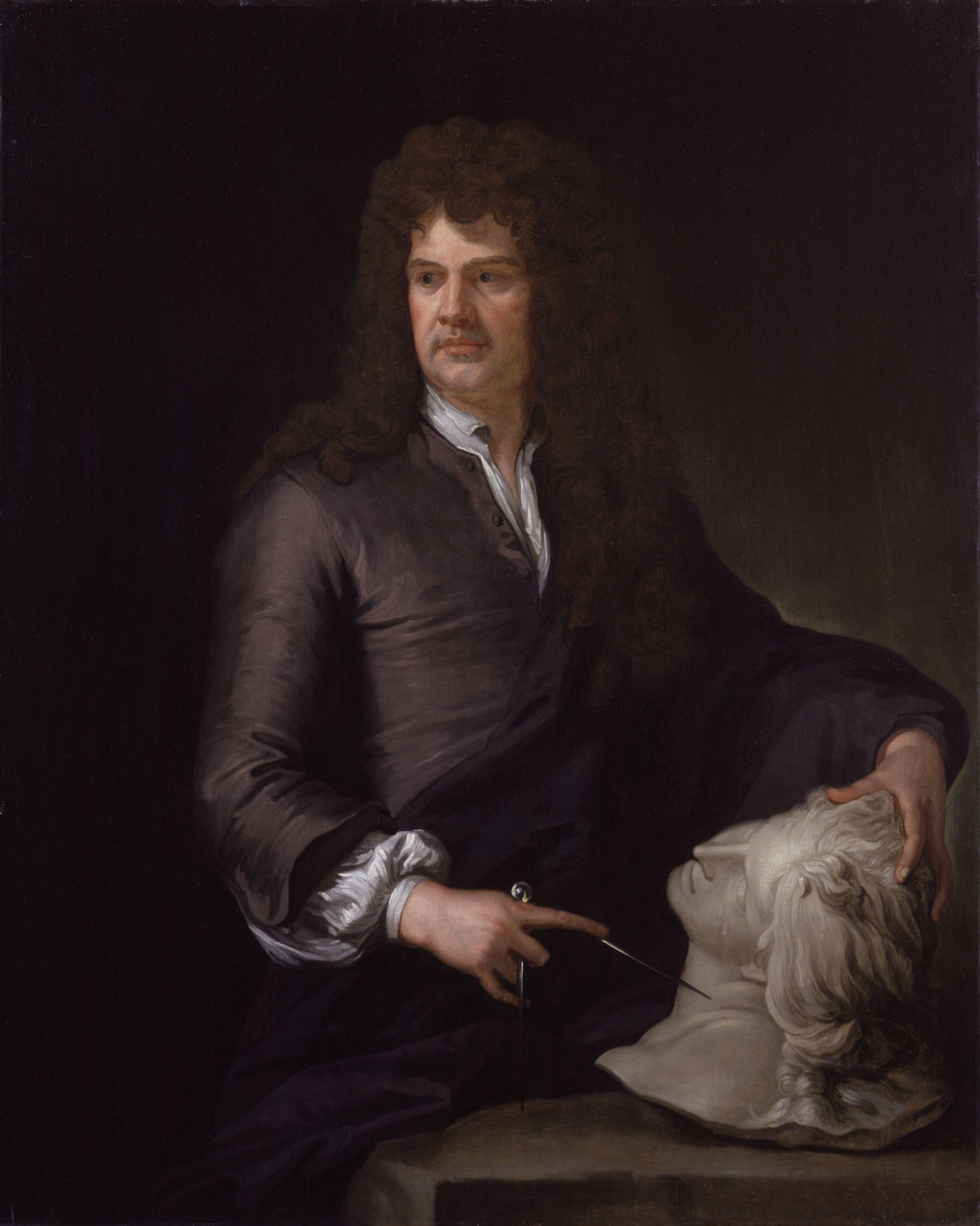
Grinling Gibbons.

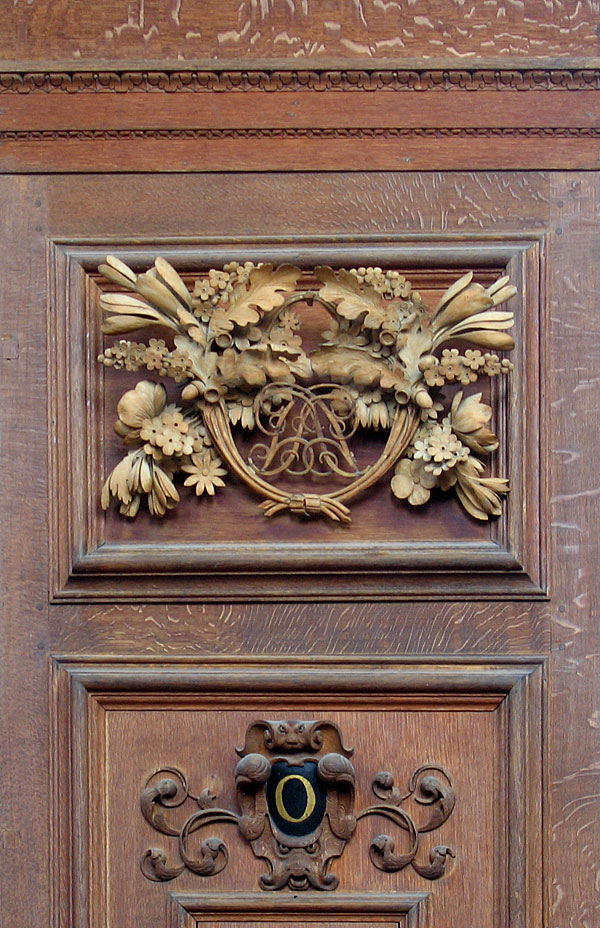
Ejemplo de una biblioteca con tallas de Gibbons, realizada para la Biblioteca Wren en Cambridge.

Grinling Gibbons (Róterdam, Países Bajos; 4 de abril de 1648-Londres, Inglaterra; 3 de agosto de 1721) fue un maestro de la talla en madera. Se mudó a Inglaterra hacia 1667.

## Biografía
Fue un tallista de madera extremadamente talentoso; hay quienes sostienen que fue el mejor de todos los tiempos. John Evelyn fue el primero que descubrió en 1671, en una forma totalmente fortuita el talento de Gibbons. Evelyn, a quien Gibbons le alquilaba una casa cerca de donde vivía Evelyn en Sayes Court, Deptford (actualmente en lo que es la zona sur-este de Londres), escribió lo siguiente al respecto: 

He vista a este joven mientras tallaba la madera, a la luz de una vela. Lo vi mientras realizaba una talla inspirada en la "Crucifixión" de Tintoretto, la cual tenía enmarcada en un marco que había realizado él mismo.

Esa misma tarde, Evelyn le describió lo que había visto a Sir Christopher Wren. Wren y Evelyn entonces se lo presentaron al rey Carlos II quien le encargó la que sería la primera obra por encargo de Gibbons - la cual todavía se encuentra en el comedor del Castillo de Windsor.
Horace Walpole luego se refiere a Gibbons en los siguientes términos:

No ha existido un hombre antes de Gibbons que lograra transmitirle a la madera la frescura y ligereza de las flores, y fuera capaz de realizar composiciones que reflejen en forma tan ejemplar el desorden natural en que se encuentran las distintas especies.

Fue empleado por Wren para trabajar en la Catedral de San Pablo y posteriormente fue designado maestro tallador del rey Jorge I. Se pueden observar numerosos excelentes ejemplos de sus trabajos en distintas iglesias de Londres, especialmente en la zona del coro y caja del órgano de la catedral de San Pablo. 
Es posible observar muy buenos ejemplos de las obras de en la Petworth House del National Trust en West Sussex, Gran Bretaña. En la Petworth House el Carved Room aloja una amplia colección de elaboradas tallas realizadas por Gibbons. También es considerado el autor de las detalladas tallas de instrumentos náuticos en la pared de la sala de juntas del edificio del Antiguo Almirantazgo, en Westminster. 